# Майор-Узуново
Майо́р-Узу́ново (болг. Майор Узуново) — село у Видинській області Болгарії. Входить до складу общини Видин.

## Населення
За даними перепису населення 2011 року у селі проживала 291 особа.
Національний склад населення села:
| Національність   | Кількість осіб | Відсоток |
| ---------------- | -------------- | -------- |
| болгари          | 230            | 98,7%    |
| турки            | 0              | 0%       |
| цигани           | 0              | 0%       |
| інша             | 3              | 1,3%     |
| не визначились   | 0              | 0%       |
| Всього відповіли | 233            |          |

Розподіл населення за віком у 2011 році:
Динаміка населення: